# Филиппид (комедиограф)
Филиппид (др.-греч. Φιλιππίδης; середина IV века до н. э. — после 283 года до н. э.) — древнеафинский политик и комедиограф, которого относят к представителям новой аттической комедии.
Начало карьеры Филиппида-комедиографа относят к периоду около 310 года до н. э., когда он представил свои произведения на Великих Дионисиях и Ленеях. Впоследствии он примкнул к демократической партии и выступал против политики Стратокла, которая состояла в обожествлении и полной поддержке любых инициатив царя Деметрия Полиоркета. Около 303 года до н. э. Филиппид переехал ко двору фракийского царя Лисимаха. Согласно Плутарху, он стал одним из ближайших друзей Лисимаха. Своё влияние Филиппид использовал на благо Афин.

## Биография
Филиппид родился в семье Филокла в аттическом деме Кефала в середине IV века до н. э.

В молодости Филиппид стал известен благодаря своим комедиям, с которыми он выступал на Великих Дионисиях и Ленеях около 310 года до н. э. Также он активно участвовал в политической жизни Афин. Во время первого правления Деметрия Полиоркета в Афинах (307—301 годы до н. э.) Филиппид примкнул к демократической партии и выступал против политики Стратокла, которая состояла в обожествлении и полной поддержке любых инициатив Деметрия Полиоркета. Плутарх цитирует несколько фрагментов из комедий Филиппида с критикой политика Стратокла. Его деятельность он охарактеризовал четверостишием.: 
Он — тот, по чьей вине на лозы иней пал
И кто нечестием порвал богини плащ;
Воздал он смертным людям божьи почести.
Вот кто народ сгубил, а не комедия.
Предположительно, около 303 года до н. э. Филиппид переехал ко двору царя Фракии Лисимаха. Он, согласно Плутарху, стал одним из ближайших друзей Лисимаха. Античный историк писал, что царь «почитал за счастливое предзнаменование» увидеть Филиппида перед важным делом или военным походом. Такое уважение комедиограф снискал, среди прочего, за свой нрав, «ибо никогда никому не навязывался и был свободен от придворной суетливости и любопытства». Несмотря на такую характеристику, Лисимаху могли импонировать шутки Филиппида над своим политическим врагом Деметрием. Согласно Плутарху, когда Лисимах спросил: «Чем бы мне поделиться с тобою, Филиппид?» — комедиограф ответил: «Чем угодно, царь, только не тайною». Своё влияние на царя Филиппид использовал на благо родного полиса. Так, после битвы при Ипсе 301 года до н. э., когда союзное войско Лисимаха, Селевка и Кассандра разгромило Антигона, Филиппид позаботился о погребении павших афинян, которые сражались на стороне Антигона. Также он добился освобождения 300 пленных жителей своего родного города. Возможно, речь шла о наёмниках, которым предложили поступить на службу к победителям. Этот шаг Лисимаха по совету Филиппида имел также психологический эффект. Хвалебные речи со стороны вернувшихся домой афинян повысили авторитет фракийского царя и его друга Филиппида в Афинах.
В 299/298 году до н. э. Филиппид упросил Лисимаха отправить в Афины, в которых начался голод, 100 тысяч медимнов зерна. Кроме еды Лисимах пожертвовал пеплос для статуи Афины. В данном случае, этот шаг имел пропагандистское значение. Предыдущий пеплос содержал изображения Антигона и его сына Деметрия Полиоркета и, учитывая сложившуюся политическую обстановку, требовал замены. Также Филиппид безуспешно стремился уговорить Лисимаха помочь изгнать из Аттики македонские гарнизоны. Впоследствии Филиппид вернулся в родной город. В 284/283 году до н. э. он выступал в качестве агонофета на посвящённых Деметре и Коре состязаниях. В том же году по предложению Никерата, сына Филия, афиняне оказали Филиппиду почести за все его деяния на благо родного города. Эпиграфическая надпись о воздании почестей, в которой описан жизненный путь Филиппида, является главным источником о его жизни.
Детали жизни Филиппида после 283 года до н. э. неизвестны. Согласно Авлу Геллию, в преклонном возрасте Филиппид «вопреки ожиданию» одержал победу в состязании поэтов и во время празднования этого события внезапно умер.
Впоследствии афиняне установили статую Филиппида в театре Диониса, где и через столетие после смерти продолжали ставить его комедии.

## Творчество
Согласно византийскому энциклопедическому словарю X века «Суда» Филиппид написал 45 комедий. Ни одна из них в полном виде до сегодняшнего дня не дошла. У современников есть сведения о существовании шестнадцати комедий авторства Филиппида.
1. «Άδωνίάξουσαι» («Женщины, оплакивающие Адониса»)
2. «Άμφιάρεως» («Амфиарей»)
3. «Άνανεούσα» («Обновление»)
4. «Άργυριου άφανισμός» («Пропажа денег»)
5. «Άύλοι» («Флейты»)
6. «Βασανιξομένη» («Женщина, подвергающаяся пыткам»)
7. «Λακιάδαι» («Лакиады»)
8. «Μαστροπός» («Сутенёр»)
9. «Μύστις» («Секреты»)
10. «Όλυνφια» («Олинфянки»)
11. «Συνεκπλέονσαι» («Плывущие вместе женщины»)
12. «Φιλαάδελφοι» («Братолюбивые мужчины»)
13. «Φιλαφύναιος» («Любитель Афины»)
14. «Φιλαργυρος» («Любитель денег»)
15. «Φίλαρχος» («Филарх»)
16. «Φιλευριπίδης» («Любитель Еврипида»)

## Оценки
Немецкий филолог А. Кёрте назвал Филиппида наиболее политически активным комедиографом Древних Афин. Австралийские историки П. Уитли и Ш. Дюнн считали его главным критиком Деметрия и Стратокла. М. Монако при сравнении Филиппида и его оппонента Стратокла отмечала, что комедиограф сделал для своего родного города больше чем профессиональный льстец-политик, который ставил свою выгоду выше государственных интересов.